# 沈日熙
沈日熙，直隶魏县（今河北魏县）人，是一名清朝政治人物。监生出身。
沈日熙曾于1759年接替魏永安任青浦县知县一职，1759年由高朝遴接任。